# Mike Williams (giocatore di football americano 1994)
Mike Williams (Vance, 11 gennaio 1995) è un ex giocatore di football americano statunitense che ha militato nel ruolo di wide receiver per otto stagioni nella National Football League (NFL). Fu scelto come 7° assoluto del Draft NFL 2017 dai Los Angeles Chargers. Al college ha giocato per Clemson.

## Carriera universitaria
Williams al college giocò a football coi Clemson Tigers dal 2013 al 2016. Dopo un infortunio che gli fece perdere l'intera stagione 2015, tornò in campo l'anno successivo guidando la squadra in ricezioni (98), yard ricevute (1.361), e touchdown su ricezione (11). Nella finale del campionato NCAA contribuì alla vittoria del titolo su Alabama ricevendo 8 passaggi per 94 yard e un touchdown dal quarterback Deshaun Watson.

## Carriera professionistica

### Los Angeles Chargers
Il 27 aprile 2017, Williams fu scelto come settimo assoluto nel Draft NFL 2017 dai Los Angeles Chargers, il secondo wide receiver selezionato dopo Corey Davis. Dopo un infortunio che gli fece perdere le prime cinque partite stagionali, debuttò subentrando nella vittoria del sesto turno contro gli Oakland Raiders in cui ricevette un passaggio da 15 yard dal quarterback Philip Rivers.
Nell'anticipo del 15º turno della stagione 2018, Williams disputò una delle migliori gare in carriera ricevendo 8 passaggi per 95 yard e 3 touchdown nella vittoria in rimonta contro i Kansas City Chiefs che qualificò i Chargers per i primi playoff dal 2013. Per questa prestazione fu premiato come giocatore offensivo della AFC della settimana.
Nel marzo 2022 Williams firmò con i Chargers un rinnovo contrattuale triennale del valore di 60 milioni di dollari.
Il 13 marzo 2024 Williams fu svincolato.

### New York Jets
Il 19 marzo 2024 Williams firmò un contratto di un anno con i New York Jets.

### Pittsburgh Steelers
Il 5 novembre 2024 Williams fu scambiato con i Pittsburgh Steelers per una scelta del quinto giro del Draft 2025. Nella prima partita con la nuova maglia ricevette dal quarterback Russell Wilson il touchdown della vittoria nel finale della gara contro i Washington Commanders.

### Ritorno ai Chargers e ritiro
Il 12 marzo 2025 Williams firmò un contratto annuale del valore di 6 milioni di dollari per fare ritorno ai Chargers. Il 17 luglio 2025 Williams informò i Chargers di volersi ritirare dal football professionistico dopo otto stagioni giocate nella NFL.

## Palmarès
- Giocatore offensivo della AFC della settimana: 1

15ª del 2018